# Dubnice
Dubnice – gmina w Czechach, w powiecie Česká Lípa, w kraju libereckim. 1 stycznia 2014 liczyła 658 mieszkańców.